# Porky il taglialegna
Porky il taglialegna (Porky Chops) è un film del 1949 diretto da Arthur Davis. È un cortometraggio d'animazione della serie Looney Tunes, uscito negli Stati Uniti il 12 febbraio 1949. Il titolo originale è un gioco di parole sull'espressione "pork chops" (ovvero le braciole di maiale). Dagli anni ottanta viene distribuito col titolo Fra i due litiganti....

## Trama
Uno scoiattolo hipster è in vacanza nei boschi del nord e decide di dormire un po', ma il suo sonno è disturbato dal boscaiolo Porky Pig che sta tagliando il suo albero. Lo scoiattolo esce dalla base dell'albero e toglie la lama dall'ascia di Porky, quindi la lancia sulla testa del maialino. Mentre Porky va a prendere altre asce, lo scoiattolo copre la base dell'albero con un foglio di metallo, rivettandolo e dipingendolo per nasconderlo. Porky ritorna con molte asce e ricomincia a tagliare, ma le lame continuano a rompersi. Senza che lui lo sappia, lo scoiattolo gli sta consegnando ogni ascia disponibile fino a quando Porky afferra lo scoiattolo stesso, ma quest'ultimo riesce a fermarlo e gli ordina di smettere di tagliare l'albero.
Tornato in casa, lo scoiattolo si accorge che Porky sta segando l'albero. Allora aggancia la sega su un albero più piccolo, così Porky viene lanciato in aria e atterra in uno stagno. Porky insegue quindi lo scoiattolo sull'albero ma viene fermato da un ramo posto dall'avversario, che poi gli taglia le bretelle facendolo cadere. Subito dopo, Porky è dall'altra parte dell'albero con un fucile da caccia e spara allo scoiattolo, ma questo si sposta così Porky colpisce solo il ramo su cui si trova e cade. Lo scoiattolo è convinto che Porky sia sconfitto, ma se lo ritrova in casa armato di fucile. Ne nasce un inseguimento, finché Porky non si spaventa dai ringhi di un orso che sente in un tronco cavo e si rifugia su un ramo dell'albero. Quei ringhi si rivelano però opera dello scoiattolo, che poi torna dentro ridendo. Allora Porky porta una scorta di candelotti di dinamite, che posiziona all'interno dell'albero; lo scoiattolo però li trasferisce tutti nel tronco cavo. Porky accende la miccia e finisce per far saltare in aria il tronco, risvegliando un vero orso che spaventa sia Porky sia lo scoiattolo. Entrambi scappano, permettendo all'orso di occupare l'albero dello scoiattolo e appropriarsi persino dei suoi vestiti.

## Distribuzione

### Edizione italiana
La prima edizione italiana fu trasmessa sul Programma Nazionale l'8 maggio 1973; il corto fu poi ridoppiato negli anni ottanta dalla Effe Elle Due sotto la direzione di Franco Latini su dialoghi di Maria Pinto, i quali in buona parte ignorano gli originali o li adattano liberamente. Nei primi anni 2000 il corto fu nuovamente ridoppiato dalla Time Out Cin.ca sotto la direzione di Tiziana Lattuca per la trasmissione televisiva, con un adattamento più fedele all'originale sempre ad opera di Lattuca (in un'occasione, però, Porky definisce erroneamente lo scoiattolo un coniglio). In DVD è stato però incluso il doppiaggio anni ottanta. Non essendo stata registrata una colonna internazionale, in entrambi i casi fu sostituita la musica presente durante i dialoghi.

### Edizioni home video
Il corto fu pubblicato in DVD-Video in America del Nord nel secondo disco della raccolta Looney Tunes Golden Collection: Volume 1 (intitolato Best of Daffy & Porky) distribuita il 28 ottobre 2003; il DVD fu pubblicato in Italia il 2 dicembre 2003 nella collana Looney Tunes Collection, col titolo Daffy Duck & Porky Pig. Fu poi incluso nel primo disco della raccolta Looney Tunes Platinum Collection: Volume One, uscita in America del Nord in Blu-ray Disc il 15 novembre 2011 e in DVD il 3 luglio 2012. Il BD fu ristampato il 10 gennaio 2012 col titolo Looney Tunes Showcase.